# Воробьёв, Владимир Николаевич (старший)
Влади́мир Никола́евич Воробьёв (14 [26] июля 1876, Лопуховка, Саратовская губерния — 16 февраля 1940, Болгар, Татарская АССР) — митрофорный протоиерей Русской православной церкви.
Дед протоиерея Владимира Воробьёва, ректора Православного Свято-Тихоновского гуманитарного университета.

## Биография
Родился 14 (26) июля 1876 года в селе Лопуховка Аткарского уезда в семье крестьянина. В 1899 году окончил Саратовскую духовную семинарию; женился на Ольге Кузнецовой и был рукоположён во диакона, затем в иерея. В 1899—1910 годах служил в Краишевском Тихвинском женском монастыре.
В 1910—1914 годах обучался в Московском археологическом институте.
С 1910 года служил в домовой церкви в честь иконы «Всех скорбящих Радосте» при Братстве во имя Царицы Небесной на Зубовском бульваре в Москве, приписанному к церкви Успения в Казаках на Полянке)

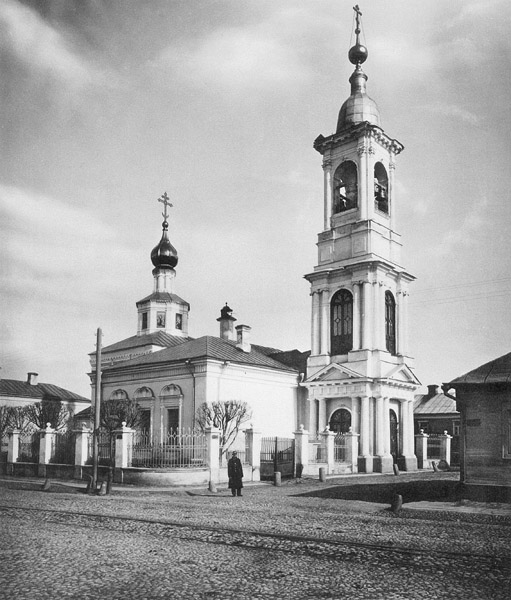
Церковь Николая Чудотворца в Плотниках

После 1917 года выступал в своих проповедях с обличениями репрессий новой власти. Перед молебном по поводу Декрета об отделении Церкви от государства он говорил:

Слушайте, вы, обитатели Смольного. Вас мы не послушаемся, вам мы не подчинимся ни за что и никогда… Мы будем совершать все таинства нашей Церкви и все общественные богослужения. Вы силою отнимете наши храмы, мы будем править службу Господу Богу в домах и даже подземельях. Вы произволом захватите наши антиминсы. Мы будем без них, с благословения своих епископов, совершать литургии. Вы насилием заберёте наши святые сосуды. В домашних сосудах тогда мы совершим страшную жертву Тела и Крови Господней. Без неё мы не можем жить, она — наша жизнь, без неё нам смерть. Святая Евхаристия даёт нам радость, неземной восторг и силу жить, бороться и силу мужественно, бестрепетно перенести страдания. Гонений и мук от вас мы не боимся. Мы их хотим, мы жаждем их кровавой красоты. Мы не трепещем ваших революционных трибуналов (судов ведь нет). Изуродованные вашим самосудом наши тела будут пронзать, словно иглами, и вашу совесть, будут прокладывать путь к победе света над беспросветною тьмою, христианству над новым язычеством, и победа бесспорно будет наша…
С 15 октября 1918 года по декабрь 1924 года он был настоятелем храма Николы в Плотниках на Арбате. Приступил к служению в этом храме после кончины протоиерея Иосифа Фуделя. Был известным проповедником, духовником и другом ряда учёных, философов, деятелей культуры. Был близок митрополиту Петру (Полянскому).
Особо чтил чудотворный образ иконы Божией Матери «Державная» и часто ходил в Коломенское служить перед ней акафист.
Определением Священного синода с 12 декабря 1923 года был назначен членом Московского епархиального совета при патриархе Тихоне.
Арестован 10 декабря 1924 года по обвинению в том, что «систематически вёл антисоветскую агитацию среди верующей массы, распространяя ложные слухи о гонениях на церковь и служителей культа со стороны соввласти и вмешательстве иностранных государств в защиту церкви». Помещён в Бутырскую тюрьму. Согласно решению судебной коллегии ОГПУ от 14 марта 1925 года, освобождён под подписку о невыезде в день иконы Божией Матери «Державная». Следствие было продолжено в связи с групповым делом, известным как «дело архиепископа Петра (Руднева)»; 16 мая 1925 года дело было прекращено, «так как следствием вышеозначенное преступление не подтвердилось».
С 1925 года по ноябрь 1930 года вновь служил в храме Николы в Плотниках на Арбате; был благочинным Дорогомиловского округа.
Алтарником в храме у протоиерея Владимира был специалист по теоретической механике Николай Бухгольц, впоследствии заведующий кафедрами теоретической механики в МЭИ и МГУ. Учёный Владимир Щелкачёв, бывший прихожанином этого храма, вспоминал:

В Евангелии сказано, что Господь Дух Святый даёт дары: любви, мира, радости… И вот всеми этими дарами отец Владимир обладал… <…> У него в приходе были художник Нестеров со всей семьёй, известный пианист, профессор Московской консерватории Игумнов и другие как известные, так и простые люди. Отец Владимир всегда произносил проповеди не только после литургии, но и после каждой всенощной, отличавшиеся не только глубиной, но и доходчивостью для всех.
В 1927 году заместителем Патриаршего местоблюстителя архиепископом Серафимом (Самойловичем) награждён митрой.
Весной 1928 года вместе с архиепископом Иувеналием (Масловским) был направлен в Ярославль для проведения переговоров с митрополитом Агафангелом (Преображенским). После беседы с ними тяжело больной митрополит Агафангел примирился с заместителем Патриаршего местоблюстителя митрополитом Сергием (Страгородским).
Был арестован во второй раз 4 ноября 1930 года в Москве. Содержался в Лубянской тюрьме, затем в Бутырской тюрьме; 3 сентября 1931 года осуждён Коллегией ОГПУ СССР по обвинению в участии «во всесоюзной к[онтр]/р[еволюционной] организации „Истинно-православная церковь“» (статьи 58-3, 58-11 Уголовного кодекса РСФСР) и приговорён к десяти годам концлагерей, считая срок с 4 ноября 1930 года.
С 1931 года находился в Свирьлаге в городе Лодейное Поле Ленинградская области; 21 октября 1932 года комиссован по болезни сердца и выслан в Казань, поселён в городе Спасске-Татарском, в 1935 году переименованном в Куйбышев (ныне Болгар).
24 августа 1938 года был третий раз арестован по клеветническому доносу. Обвинён в том, что являлся участником и одним из руководителей «поповско-монархической организации» в Москве, состоял в «партии имяславцев», организовал ещё одну партию, готовил террористические группы, сотрудничал с эсерами, сочувствовал Троцкому и Бухарину. Заключён в Спасскую тюрьму. Вышедший на свободу сокамерник отца Владимира рассказывал, что он был очень добр, всем сочувствовал, подбадривал, пользовался общей любовью. Одного татарина, которому не досталось места в переполненной камере, пустил на свои нары, рядом с собой.
В тюрьме было сфабриковано ещё одно дело об «антисоветской агитации» внутри тюрьмы и передано на рассмотрение «особого совещания». Скорее всего ему грозил расстрел, однако непосильная форма заключения и уже немолодой возраст подорвали его здоровье, и 16 февраля 1940 года он скончался «от паралича сердца» в тюрьме № 7 «в месте Татария, города Куйбышев (ранее Спасск-Татарский, ныне Булгар)». Его похоронили на ближайшей к тюрьме аллее. По словам его внука протоиерея Владимира Воробьёва, «было понятно, что смертельный приговор предрешён. Если бы он не умер в тюрьме, его, наверное, расстреляли бы».